# Варча
Ва́рча, также используется форма Уарча (абх. Уарча, груз. ვარჩა) — село в Абхазии, в Гулрыпшском районе частично признанной Республики Абхазия, согласно административному делению Грузии — в Гульрипшском муниципалитете Абхазской Автономной Республики. Расположено на черноморском берегу между рекой Кодор и селом Дранда. Высота над уровнем моря составляет 15 метров.

## Этимология
Название села Уарча фиксируется Платоном Зубовым в 1835 году как Аварга (вероятно, опечатка от Аварче). В списке населённых пунктов Абхазии первой половины XIX века не значится, однако на карте 1845 года обозначена река Верче (Малый Кодор) между речкой Скурча (указано Сцкурча) и Кодором. В 1928 году встречается форма Барча.
Уарча, возможно, восходит к Кораче, упоминаемой Кристофоро де Кастелли как название второго рукава реки Кодор и Чёрного моря. Он пишет: «Дранда. Здесь возле р. Кораче есть один епископ. Его называют Дранда. Это страны Абхазии». Кора-че на тюрк. означает «чёрная вода», сравнимо с Карачай (страна за верховьем реки Кодор), означающее то же самое.
В абхазском произношении препозиционное к- может быть ассимилированным постпозиционым -уа- — Кәарча → Уарча. На мегрельской стороне за рекой Кодор Кораче могло приобрести форму Курча — Скурча, отсюда происходит абхазское Шәқәырча.
Если не вдаваться в историю, то современное Уарча в прямом переводе означает «хлеб инородцев» — от абх. ауар — «инородцы», «сброд людей», и -ча — «хлеб». Земли села Уарча действительно плодородны, однако затопляемы рекой Кодор, потому они в прошлом отдавались в аренду разным «пришельцам».

## Население
| Численность населения | Численность населения |
| 1959                  | 1989                  |
| --------------------- | --------------------- |
| 1853                  | ↗2677                 |

В 1959 году в селе Варча проживало 1853 человека, в основном грузины. В 1989 году в селе жило 2677 человек, также в основном грузины.

## Известные уроженцы
Гулиа Дмитрий Иосифович (абх. Гәлиа Дырмит Иасыф-иҧа; 1874—1960) — абхазский писатель, народный поэт Абхазской АССР, основоположник абхазской письменной литературы.